# اقتصاد ایالات متحده آمریکا
ایالات متحده آمریکا یک کشور بسیار توسعه یافته با اقتصاد بازار آزاد و دارای بزرگ‌ترین و قدرتمندترین اقتصاد جهان با بزرگ‌ترین تولید ناخالص داخلی اسمی و ثروت خالص است این کشور از نظر حجم بزرگی اقتصاد در برابر بقیه کشورها دارای بزرگ‌ترین اقتصاد بر اساس تولیدناخالص داخلی اسمی در جهان و از لحاظ شاخص برابری قدرت خرید (PPP) پس از چین دومین کشور بزرگ می‌باشد. ایالات متحده قدرتمندترین و مبتکرترین اقتصاد دنیا را از نظر فناوری دارد و شرکت‌های آن در پیشرفت‌های فناوری و انواع حوزه‌های تکنولوژی و دیجیتال، به‌ویژه در زمینه هوش مصنوعی، رایانه، داروسازی، و تجهیزات پزشکی، هوافضا و صنایع نظامی در خط مقدم یا نزدیک به آن قرار دارند. همچنین ایالات متحده آمریکا تاب آورترین اقتصاد جهان در برابر مشکلات اقتصادیست که در مقابل کشورهای دیگر به خوبی توانسته از بزرگ‌ترین چالش‌های پیش آمده اقتصادی عبور کند. چندین کشور از دلار به‌عنوان واحد پول رسمی خود استفاده می‌کنند و در برخی دیگر، این ارز بالفعل است. بزرگ‌ترین شرکای تجاری ایالات متحده چین، اتحادیه اروپا، کانادا، مکزیک، هند، ژاپن، کره جنوبی، بریتانیا و تایوان هستند. ایالات متحده بزرگ‌ترین واردکننده و دومین صادرکننده بزرگ جهان است. این کشور دارای قراردادهای تجارت آزاد با چندین کشور از جمله USMCA، استرالیا، کره جنوبی، سوئیس، اسرائیل و چندین کشور دیگر است که در حال اجرا یا در حال مذاکره هستند. همچنین این کشور دارای هشتمین تولید ناخالص داخلی سرانه (اسمی) و نهمین بالاترین تولید ناخالص داخلی سرانه (PPP) در جهان در سال ۲۰۲۲ بود.
اقتصاد این کشور توسط منابع طبیعی فراوان، زیرساخت‌های توسعه‌یافته و بهره‌وری بالا تغذیه می‌شود. این کشور دومین ارزش کل برآورد شده منابع طبیعی را دارد که در سال ۲۰۱۹ به ارزش ۴۴٫۹۸ تریلیون دلار آمریکا برآورد شده‌است، اگرچه منابع بر اساس برآوردهایشان متفاوت است. آمریکایی‌ها بالاترین میانگین درآمد خانوار و کارمند را در میان کشورهای عضو OECD دارند. در سال ۲۰۱۳، آنها ششمین میانگین درآمد خانوار را داشتند که از چهارمین بالاترین درآمد در سال ۲۰۱۰ کمتر بود.
تا ۱۸۹۰، ایالات متحده از امپراتوری بریتانیا به عنوان مولدترین اقتصاد جهان پیشی گرفت. آمریکا بزرگ‌ترین تولیدکننده نفت و گاز طبیعی در جهان است. در سال ۲۰۱۶، این کشور بزرگ‌ترین کشور تجاری جهان و همچنین سومین تولیدکننده بزرگ آن بود که یک پنجم تولید جهانی را به خود اختصاص می‌داد. ایالات متحده نه تنها بزرگ‌ترین بازار داخلی کالا را دارد، بلکه بر تجارت خدمات نیز تسلط دارد. کل تجارت ایالات متحده در سال ۲۰۱۸ به ۴٫۲ تریلیون دلار رسید. از ۵۰۰ شرکت بزرگ جهان، ۱۲۱ شرکت در ایالات متحده مستقر هستند. ایالات متحده با مجموع ثروت ۳٫۰ تریلیون دلار، دارای بیشترین تعداد میلیاردرهای جهان است. بانکهای تجاری ایالات متحده تا اوت ۲۰۲۰ دارایی ۲۰ تریلیون دلاری داشتند. دارایی‌های جهانی تحت مدیریت ایالات متحده بیش از ۳۰ تریلیون دلار دارایی داشتند.
بورس نیویورک و نزدک بزرگ‌ترین بورس‌های جهان از نظر ارزش بازار و حجم معاملات هستند. سرمایه‌گذاری‌های خارجی انجام‌شده در ایالات متحده تقریباً ۴٫۰ تریلیون دلار است، در حالی که سرمایه‌گذاری‌های آمریکایی در کشورهای خارجی بیش از ۵٫۶ تریلیون دلار است. اقتصاد ایالات متحده در رتبه‌بندی بین‌المللی در سرمایه‌گذاری خطرپذیر و سرمایه‌گذاری جهانی تحقیق و توسعه در رتبه اول قرار دارد. مخارج مصرف‌کننده ۶۸ درصد از اقتصاد ایالات متحده را در سال ۲۰۱۸ تشکیل می‌داد، در حالی که سهم نیروی کار از درآمد آن در سال ۲۰۱۷، ۴۳ درصد بود. ایالات متحده بزرگ‌ترین بازار مصرف‌کننده جهان را دارد. بازار کار این کشور مهاجران را از سراسر جهان جذب کرده‌است و نرخ خالص مهاجرت آن یکی از بالاترین‌ها در جهان است. ایالات متحده یکی از اقتصادهای برتر در مطالعاتی مانند «شاخص سهولت انجام کسب‌وکار»، «گزارش رقابت‌پذیری جهانی» و موارد دیگر است.
اقتصاد ایالات متحده یک رکود اقتصادی جدی را در طول رکود بزرگ تجربه کرد، که از دسامبر ۲۰۰۷ تا ژوئن ۲۰۰۹ به طول انجامید. مشاغل حقوق و دستمزد غیرکشاورزی تا می ۲۰۱۴، و نرخ بیکاری تا سپتامبر ۲۰۱۵. ایالات متحده در سال ۲۰۱۷ در میان ۱۵۶ کشور، رتبه ۴۱ بالاترین نابرابری درآمدی را کسب کرد، و بالاترین رتبه را در مقایسه با سایر کشورهای جهان غرب داشت. هر یک از این متغیرها پس از آن تاریخ‌ها ادامه داشت، و تا بهبود رکود، کشور ایالات متحده تا آوریل ۲۰۱۸ به دومین طولانی‌ترین رکورد در تاریخ تبدیل شد.

## بحران مالی ۲۰۰۷–۲۰۰۹
در اواخر دوران زمامداری جرج دابلیو بوش، بروز ناپایداری و ظهور اثر حباب (به انگلیسی: bubble effect) در بازارهای مسکن آمریکا باعث ایجاد ورشکستگی و ادغام شرکت‌های اعتباری بزرگی همچون فنی می، فردی مک، لمان برادرز، مریل لینچ، واشینگتن موچوال (مشهور به «وامو» WaMu) و واکوویا گردید که بحران اقتصادی محسوسی را در وال استریت ایجاد نمود. این وقایع، توأم با انباشتگی روزافزون بدهی و بحران مالی ۱٫۳ تریلیون دلاری فدرال، منتج به کساد شدید اقتصادی و رکود بازارهای جهانی گردید.
کاخ سفید و کنگره آمریکا بلافاصله در واکنش به اوضاع وخیم اقتصادی آمریکا قانون بهبود و سرمایه‌گذاری مجدد ۲۰۰۹ آمریکا را تصویب کرد که به موجب آن بالغ بر ۷۰۰ میلیارد دلار از خزانه ملی برای پشتیبانی از وال استریت و تزریق نقدینگی در بازارها در نظر گرفته شد.

## موقعیت جهانی
مرکزیت دلار به عنوان ارز ذخیره ی جهانی این امتیازات چشم‌گیر را به اقتصاد آمریکا داده‌است. آمریکا ضمن داشتن کسری تراز پرداخت‌های عظیم، می‌تواند هزینه و سرمایه مصرفی را فراتر از تولید داخلی تأمین کند و به سرمایه‌گذاری‌هایی دست زند که بسیار بیشتر از اندوخته‌های داخلی آن است، زیرا خارجی‌ها علاقه‌مندند داراییهای خود را به دلار افزایش دهند.
آمریکا به لحاظ سرانه تولید ناخالص داخلی مقام دهم را دارد.
به لحاظ صادرات مقام دوم را بعد از چین دارد. (۲٬۴۹۸٬۰۰۰میلیارد دلار در سال ۲۰۱۹) فهرست کشورها بر پایهٔ حجم صادرات
به لحاظ واردات مقام اول را دارد. (۲٬۳۵۲٬۰۰۰ میلیارد دلار) فهرست کشورها بر پایه واردات به لحاظ بدهی خارجی مقام اول را دارد. (۳۰٬۰۰۰, میلیارد دلار).www.usdebtclock.org

## آمارهای اقتصادی
بر اساس آمار سال ۲۰۲۳
تولید ناخالص داخلی: ۲۶ تریلیون دلار آمریکا
رشد اقتصادی: ۲٫۹ درصد
سرانه تولید ناخالص داخلی: ۷۵٬۱۷۹ دلار آمریکا
سهم بخش‌های اقتصادی در تولید ناخالص داخلی: کشاورزی ۰٫۹٪، صنعت ۱۸٫۹٪، خدمات ۸۰٫۲٪ (۲۰۲۰)
تورم :۶٫۵٪
جمعیت زیر خط فقر: ۱۱٬۴٪ (۲۰۲۰)
ضریب جینی:۰٫۴۸۲ (2020)
نیروی کار: ۱۶۱٬۴ میلیون (کشاورزی، جنگلداری و ماهیگیری: ۰٫۷٪، تولید، استخراج، حمل و نقل، و صنایع دستی: ۲۰٫۳٪، مدیریتی، حرفه‌ای، فنی و ۳۷٫۳٪، فروش و دفتر مرکزی: ۲۴٫۲٪، سایر خدمات: ۱۷٫۶٪) (۲۰۰۹)
بی‌کاری: ۳٫۸٪
دستمزد و حقوق متوسط: $۶۹٬۳۹۲
صنایع اصلی: فناوری‌های پیشرفته و مبتکرانه، نفت، فولاد، وسایط نقلیه موتوری، هوافضا، ارتباطات راه دور، مواد شیمیایی، الکترونیک، پردازش مواد غذایی، کالاهای مصرفی، چوب، استخراج از معادن
رتبهٔ سهولت در انجام کسب و کار: ۶ ام (بسیار آسان)
صادرات: $۱٫۸۵۱ تریلیون
کالاهای صادراتی
تولیدات صنعتی: ۷۴٫۸٪
محصولات کشاورزی: ۱۰٫۵٪
سوخت و محصولات معدنی ۹٫۴٪
کالاهای سرمایه‌ای (ترانزیستورها، هواپیما، قطعات موتور خودرو، کامپیوتر، تجهیزات مخابراتی) کالاهای مصرفی (اتومبیل، داروها)
شرکای اصلی در صادرات: اتحادیه اروپا ۱۸٫۷٪، کانادا ۱۸٫۳٪، چین ۸٪، ژاپن۴٫۴٪
واردات: $۲٫۸۸ تریلیون
کالاهای وارداتی:
محصولات کشاورزی:۱۰٫۵٪
لوازم صنعتی: ۷۸٫۴٪
سوخت و محصولات معدنی ۱۰٫۷٪
کالاهای سرمایه‌ای (کامپیوتر، تجهیزات مخابراتی، قطعات موتور خودرو، ماشین‌های اداری، ماشین آلات برقی)
کالاهای مصرفی (خودرو، لباس، دارو، مبلمان، اسباب بازی)
شرکای اصلی در واردات: چین ۲۱٫۴ درصد، اتحادیه اروپا ۱۸٫۹٪، مکزیک ۱۳٫۲٪،کانادا ۱۲٫۶ درصد، ژاپن ۶٪
بدهی خارجی: $۳۰٫۲ تریلیون (۲۰۲۲)
بدهی‌های عمومی: $۱۶٫۴۳۳ تریلیون
کسری بودجه (۲۰۲۱): $۲٫۹ تریلیون
درآمدها: $ ۴٫۰۶ تریلیون (۲۰۱۲)
مخارج: $ ۶٫۱۹۶ تریلیون
کمک‌های اقتصادی: $۳۵٫۲۶ میلیارد
ذخایر خارجی: $۴۱٫۸ میلیارد
واحد پول: دلار آمریکا
سال مالی: ۱ اکتبر – ۳۰ سپتامبر

## مالیات
خزانه ملی آمریکا از آمریکاییان مالیات بر درآمد (income tax) و مالیات فروش (sales tax) هر ساله اخذ می‌کند. مقدار این مالیات ثابت نبوده و بین ۱۰٪ تا ۳۵٪ متغیر است.
بسیاری از ایالات نیز به نوبه خود از شهروندان ساکن در ایالت خود مالیات بر درآمد و مالیات مالکیت زمین (property tax) نیز دریافت می‌کنند. ایالات زیر از این قانون مستثنا بوده و از شهروندان خود مالیات بر درآمد نمی‌گیرند: تگزاس، آلاسکا، نوادا، داکوتای جنوبی، فلوریدا، واشینگتن، و وایومینگ.

## جستارهای وابسته

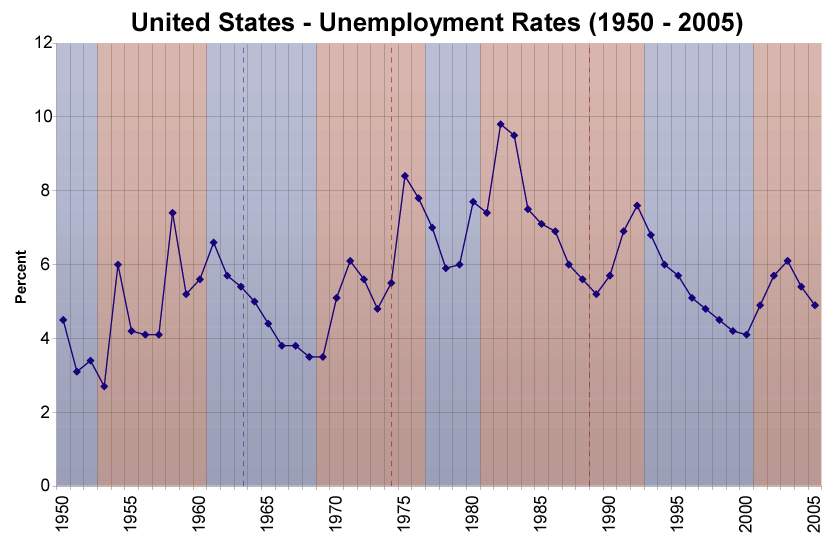
در صد افراد بدون اشتغال در سالیان گذشته تا به امروز